# Пескарола Сопра (Модена)
Пескарола Сопра је насеље у Италији у округу Модена, региону Емилија-Ромања.
Према процени из 2011. у насељу је живело 64 становника. Насеље се налази на надморској висини од 486 м.